# مارشا لوبر
مارشا لوبر (بالإنجليزية: Marsha Looper)‏ (ولدت حوالي عام 1959) كانت مُشَّرعة في كولورادو. انتخبت لوبر كجمهورية إلى مجلس نواب كولورادو في عام 2006، ومثلت مقاطعة هاوس 19، والتي تشمل شرق مقاطعة إل باسو، كولورادو من 2006 إلى 2012.

## مسيرتها المهنية المبكرة
ولدت لأسرة تنحدر من أصول شرق أوروبية، فترعرعت لوبر في منحدر كولورادو الغربي. وتخرجت من ثانوية فرويتا مونيومنت في مقاطعة ميسا في غرب كولورادو وتلقت دورات دراسية في جامعة كولورادو ميسا. كمهندسة أنظمة، حصلت لوبر على شهادة مهندسة أنظمة IBM و مهندسة أنظمة نوفل، وعملت لصالح مؤسساتROLM، IBM ومدرسة وايدفيلد وذلك قبل تأسيسها لشركتها الخاصة باسم كومبيوتنغ سولوشنز غروب، في عام 1993.
دخلت لوبر في مجال العقارات في عام 2004 وحصلت على أوراق اعتمادها كسمسارة مساعدة ومخمنة مسجلة. وكانت منذ عام 2004 شريكة في بيج سكاي ريالتي،, بالإضافة إلى إدارة فينيكس وشركاه وهي شركة متخصصة في إعادة تصميم البيوت. وتعمل هي الآن في كيلر ويليامز ريالتي، وهي متخصصة في النقل العسكري، الممتلكات الترفيهية وممتلكات الدولة.
قامت لوبر وزوجها لين بإدارة مزرعة عائلتهم بالقرب من كالهان، كولورادو لعقدين من الزمن، بالإضافة إلى شركة واتر ووركس سيلز وهي شركة لتوزيع أنابيب المياه. ثم بعد شراء شركة واتر ووركس من قِبَل شركة هيوز للتجهيزات، بقيت لوبر مع الشركة كمديرة فرع. لدى لوبر هي وزوجها لين ثلاثة أطفال: ريتشل، ترافيس، وجستن.
داخل المجتمع، كانت لوبر عضوة في ائتلاف بايكس بيك للأسلحة النارية، الجمعية الوطنية للبنادق، نساء جمهوريات مقاطعة إل باسو، لجنة مساءلة مدرسة فالكون، بايكس بيكس رينج رايدرز، وجمعية مقاطعة إل باسو لحفظ الماء والتربة، وتطوعت في كنيسة سانت مايكل، وفي أولمبياد الخاصة، ونوادي محلية مثل 4H وجمعية الشباب المسيحي.

## نشاطها في حقوق الملكية
كانت لوبر قوة دافعة وراء معارضة مشروع الطريق المأصر المقترح على طول كولورادو فرونت رينج ــ مشروع برايري فالكون باركوي إكسبريس، أو "سوبر سلاب"ــ وهو طريق سريع وممر للسكك الحديدية بطول 210 ميل (340 كم) يمتد من بويبلو إلى فورت كولينز. كان سينجم عن المشروع مصادرة أواستيلاء على الملكيات الخاصة من قبل حق الاستملاك العام في سبعة مقاطعات في كولورادو؛ وكانت أرض لوبر واقعة ضمن المرر المُحدد من قبل مطوري الطريق المأصر، وانخفضت قيمتها السوقية فيما بعد. بصفتها مؤسسة ورئيسة مجلس تحالف مواطني إيسترن بلينز في عام 2004، والمديرة التنفيذية لمواطني كولورادو لحقوق الملكية، قادت لوبر المعارضة الشعبية للطريق المأصر ودعمت عدة إجراءات خلال الموسم التشريعي لعام 2006 لتضييق القوانين المتعلقة بحق الاستملاك العام والتي بالإمكان أن يُنشأ الطريق المأصر على أساسها. وكان من ضمن الإجراءات الناجحة التي قامت لوبر وآخرون بالضغط السياسي عليها هي قوانين تضيِّق الممر المقترح للطريق المأصر من 12 إلى 3 أميال (19.3 إلى 4.8 كم)، وكذلك متطلبات الإبلاغ الجديدة التي يجب وفقها إبلاغ أصحاب الأملاك أن أراضيهم تقع ضمن هذا الممر.
قادت لوبر أيضًا الجهود لإجراء استفتاء على مستوى الولاية في اقتراع الانتخابات العامة لعام 2006  وذلك لمنع الحكومات من مصادرة الأملاك الخاصة لغرض التنمية الاقتصادية. وجمعت مبادرة المواطنين أكثر من 30000 توقيع، ولكن تخلفت بمقدار 30000 توقيع عن المجموع المطلوب ليضعها في الاقتراع على مستوى الولاية.

## انتخابات 2006
في فبراير 2006، بناءً على تقاعد الجمهوري المنتهية ولايته ريتشارد ديكر في مقاطعة هاوس 19، شاملة شرق مقاطعة إل باسو، كولورادو، أعلنت لوبر عن ترشحها للمقعد. وبعد الخبرة في نشر تشريعات جمعية كولورادو العامة للحد من استخدام حق الاستملاك العام، نوهت بخيبة أملها على تأثير جماعات الضغط السياسي، وقد حددت لوبر حقوق الامتلاك، النقل، والهجرة غير القانونية كأهم شؤونها التشريعية. وكذلك حددت مشاكل المياه والطاقة المتجددة كمجالات اهتمامها. وقد فازت لوبر في الانتخابات التمهيدية الجمهورية بحصولها على 62٪ من الأصوات، بعد مواجهتها للمحارب العسكري القديم وعضو مجلس المدرسة جيم بريور.